# Vicente Sancho
Vicente Sancho y Cobertores (Petrés, Valencia, 5 de abril de 1784-Madrid, 29 de mayo de 1860) fue un político y militar español. Fue presidente del Consejo de Ministros durante la minoría de edad de Isabel II.

## Biografía
En el Trienio Liberal del reinado de Fernando VII fue diputado por Valencia. Posteriormente fue nombrado comandante militar de Murcia y Gobernador militar de Cartagena. Al final del Trienio, debió exiliarse en Francia y Reino Unido. Se acogió a la amnistía de la reina gobernadora María Cristina de Borbón y regresó a España en 1835. Diputado a Cortes Generales en 1836 por las circunscripciones de Valencia y Castellón, optó por la representación de esta última. Fue elegido nuevamente diputado por Valencia en octubre de 1836 y reelegido sucesivamente hasta 1843. Del 1 al 31 de julio de 1837 ocupó la presidencia de la Cámara. Designado ministro de Gobernación en julio de 1840, el 11 de septiembre ocupó la cartera de Estado junto con la presidencia del Consejo de Ministros, cargo en el que se mantuvo por espacio de solo cinco días. Le sucedió Baldomero Espartero. Tras la mayoría de edad de Isabel II fue designado senador vitalicio en 1846, manteniéndose en el escaño hasta su muerte, con el paréntesis del bienio progresista en el que volvió a la cámara baja como diputado por Castellón.